# Aloe alfredii
Aloe alfredii é uma espécie de liliopsida do gênero Aloe, pertencente à família Asphodelaceae.